# Самойлов, Владимир Александрович
Владимир Александрович Самойлов (27 апреля 1927, Нижний Новгород — 13 января 1997, Санкт-Петербург)  — советский военно-морской офицер подводник, адмирал (1982). Командующий Ленинградской военно-морской базой. Депутат Верховного Совета РСФСР XI созыва от Ленинграда. Делегат XXVII съезда КПСС.

## Биография
Родился 27 апреля 1927 года в Нижнем Новгороде. В рядах РККФ с 1944 года. С сентября 1945 года по июнь 1949 года учился в Высшем военно-морском училище имени М. В. Фрунзе, после окончания которого был назначен командиром торпедной группы подводной лодки «Б-8», а в ноябре 1949 года — командиром минно-торпедной боевой части подводной лодки «С-25» Северного флота. В сентябре 1953 года окончил Высшие специальные классы офицерского состава подводного плавания и противолодочной обороны в Учебном отряде подводного плавания имени С. М. Кирова и был назначен командиром подводной лодки «Б-6» 33-й дивизии подводных лодок Северного флота. С сентября 1957 года по июнь 1960 года слушатель Военно-морской академии имени К. Е. Ворошилова. С 14 сентября 1965 капитан 1-го ранга Самойлов Владимир Александрович командир 155-й отдельной бригады подводных лодок Черноморского флота. С сентября 1967 года по июнь 1969 года слушатель Военной академии Генерального штаба Вооруженных Сил СССР. С 11.12.1971 по 23.07.1973 капитан 1-го ранга, командующий 9-й эскадрой подводных лодок Северного флота. Контр-адмирал (23.02.1972). В июле 1973 года был назначен 1-м заместителем командующего Черноморским флотом. Вице-адмирал (28.10.1976). С января 1982 по декабрь 1989 года командующий Ленинградской военно-морской базой. Адмирал (16.12.1982). Вышел в отставку в мае 1990 года. Умер 13 января 1997 в Санкт-Петербурге. Похоронен в Санкт-Петербурге на Серафимовском кладбище.
Депутат Верховного Совета РСФСР XI созыва от Ленинграда. Делегат XXVII съезда КПСС.

## Награды
Награждён
- Орден Красной Звезды, 1966
- Орден Красной Звезды, 1980
- Орден «За службу Отечеству в Вооруженных Силах СССР» 3-й степени, 1975
- Орден «За службу Отечеству в Вооруженных Силах СССР» 2-й степени
- медали